# Straßenbahn Rufisque
| Straßenbahn Rufisque                               | Straßenbahn Rufisque |
| -------------------------------------------------- | -------------------- |
| Straßenbahn von Rufisque „Le Decauville Municipal“ |                      |
| Streckenlänge:                                     | 14 km                |
| Spurweite:                                         | 400 und 600 mm       |
|                                                    |                      |

Die städtische Straßenbahn Rufisque (französisch Le Decauville Municipal de Rufisque) war um 1905 eine handbetriebene, 14 km lange Feldbahn mit Spurweiten von 400 und 600 mm in Rufisque in Senegal.

## Geschichte
Um 1860 wurden mindestens etwa 1500 t und 1867 etwa 5600 t ungeschälte Erdnüsse im Hafen von Rufisque verschifft, die mit Kamelen bis dorthin gebracht wurden. S. 405 Nach neueren Schätzungen könnten es 1880 bereits mehr als 23.000 t gewesen sein.
Um den Transport zu vereinfachen, wurde wohl um 1880 die erste, von Hand betriebene Decauville-Bahn in der Stadt verlegt. Anfangs installierten einzelne Erdnusshandelsfirmen, die sogenannten escales, die Schienen für unterschiedliche Feldbahnen auf eigene Initiative für ihre Bedürfnisse, aber später wurden die firmeneigenen Straßenbahnsysteme zu einem kommunalen System konsolidiert.
Ab 1883 gab es außerdem eine Meterspurbahn von Rufisque nach Dakar. S. 413
Wegen der für Hochseeschiffe unzureichenden Wassertiefe im Hafen transportierten kleine Boote die in Säcke verpackten Erdnüsse vom Kai zu den vor der Stadt ankernden Schiffen. Ein 1200-Tonnen-Schiff benötigte in Rufisque vier Tage, um eine volle Ladung aufzunehmen, einen Tag mehr als im Tiefseehafen von Dakar. Um 1905 wurde beschlossen, eine 200 Meter lange Pier zu errichten.
Für den Transport einer Tonne Erdnüsse auf der innerstädtischen Decauville-Bahn musste eine Mautgebühr von zwei Franc entrichtet werden. Diese Gebühr, die die Haupteinnahmequelle des städtischen Haushalts darstellte, betrug nach dem Bau der Pier drei Franc, weil die wirtschaftliche Konkurrenz mit Dakar für Rufisque seitdem keine bedeutende Rolle mehr spielte.
Ab 1902 verschlechterte sich die wirtschaftliche Lage in Rufisque, weil das 28 km nordwestlich gelegene Dakar die Hauptstadt Französisch-Westafrikas wurde, die nach dem und durch den Bau eines Tiefseehafens sowie der Meterspurbahn besser als zuvor erschlossen worden war. Die Bevölkerungszahl von Rufisque stieg in dieser Zeit trotzdem von 4500 im Jahr 1866 über 8000 im Jahr 1891 auf 15.000 im Jahr 1914. S. 420
Im Jahr 1910 legten 1660 Schiffe in Rufisque an, mit denen 50.000 Tonnen importiert und 140.000 Tonnen exportiert wurden. Das wichtigste Importgut war dabei Kohle. S. 423

## Alte Postkarten

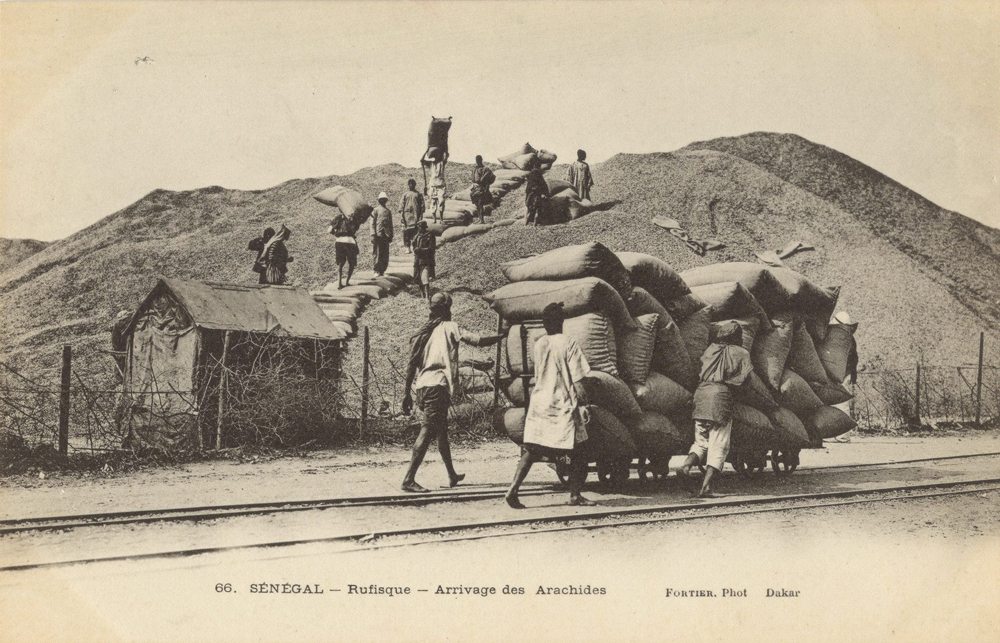
Anlieferung der Erdnüsse
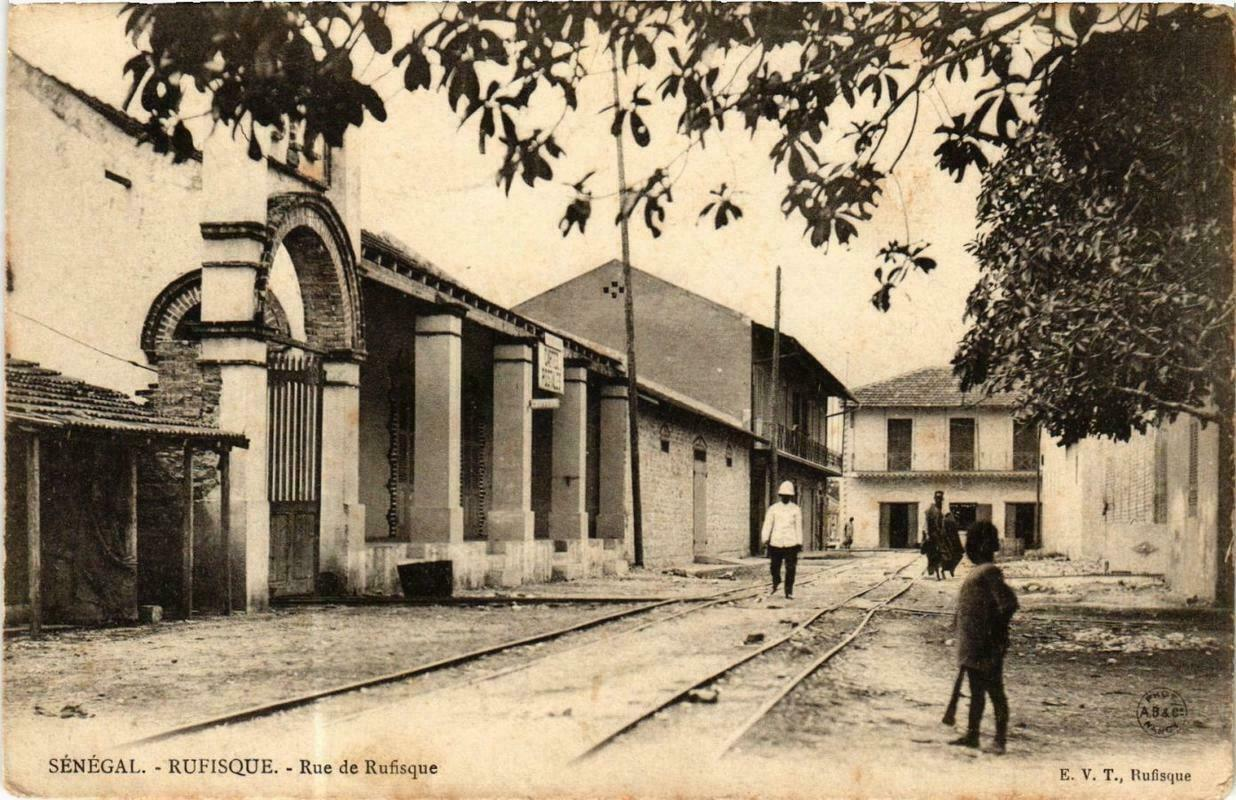
Zweigleisige Straßenbahn
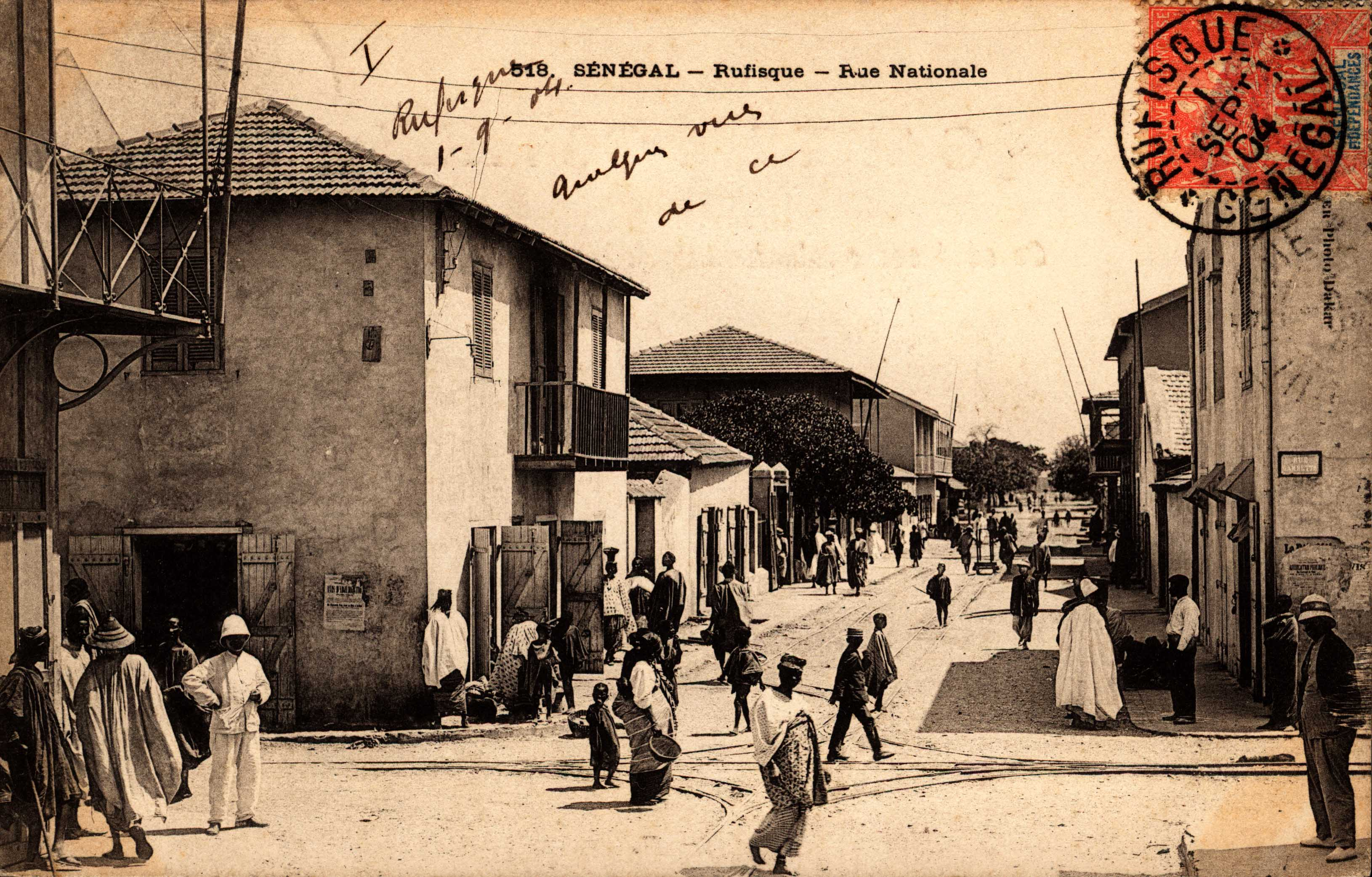
Kreuzung an der Rue Nationale
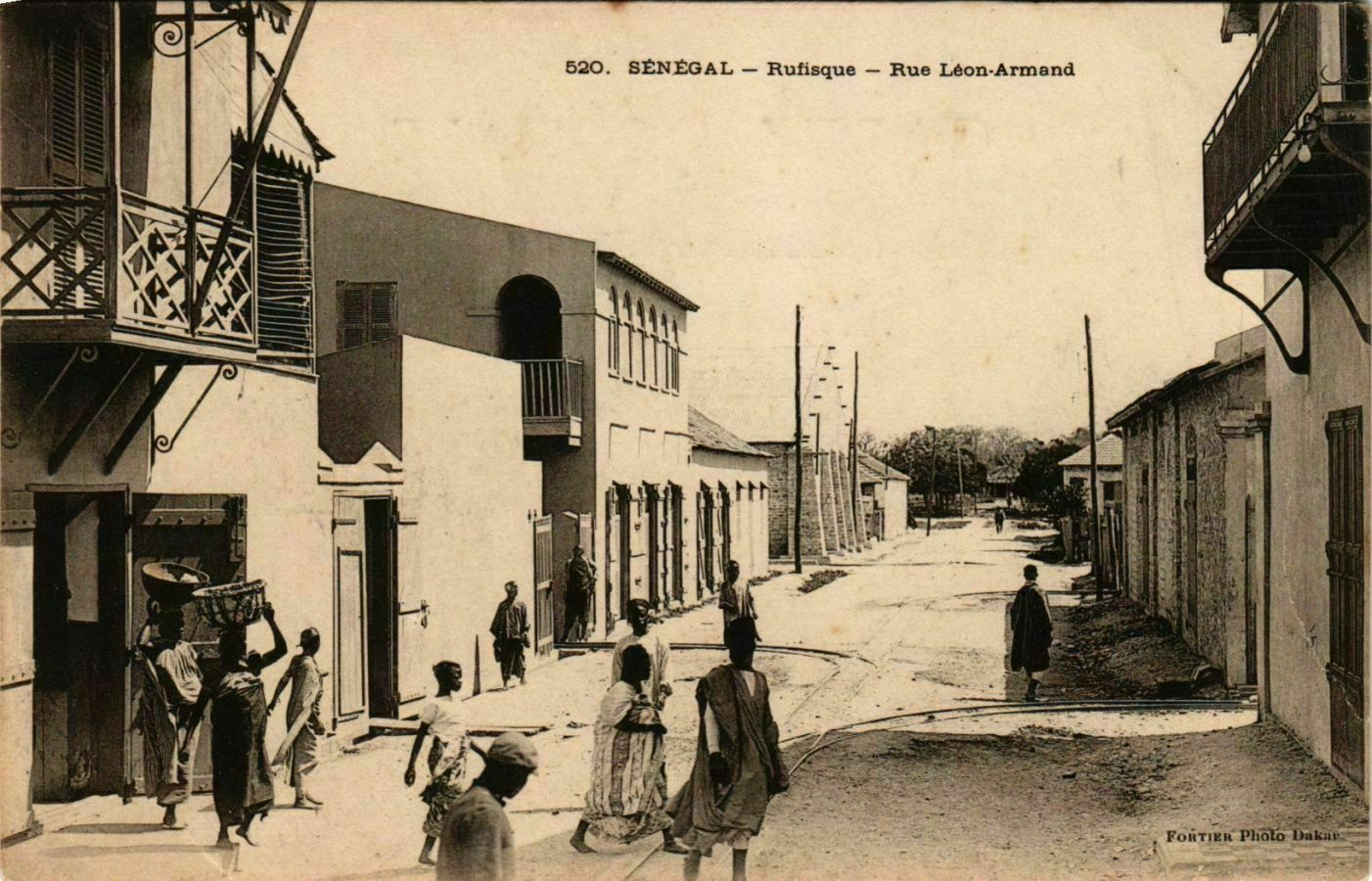
Anschlussgleise
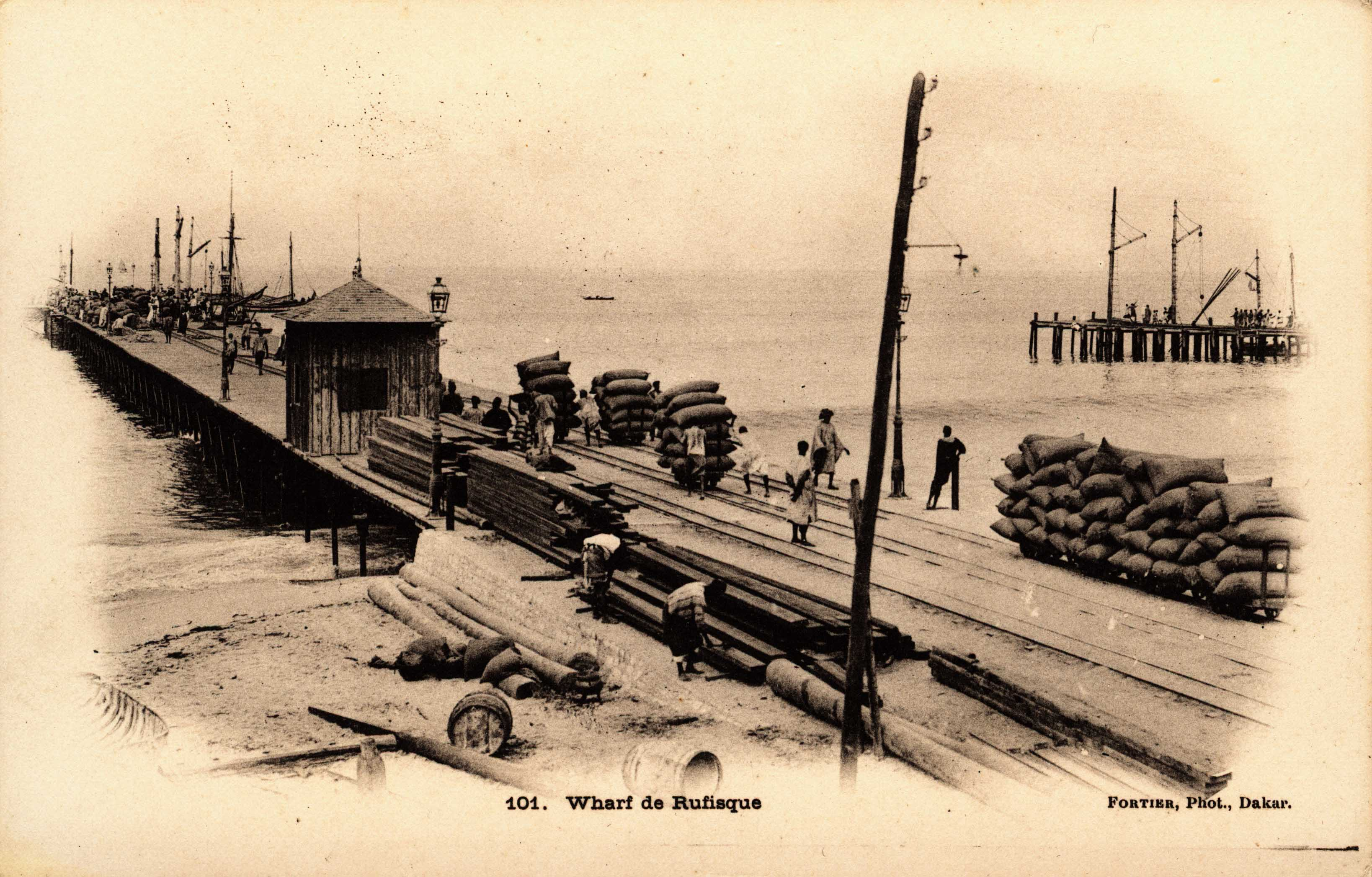
Dreigleisige Pier
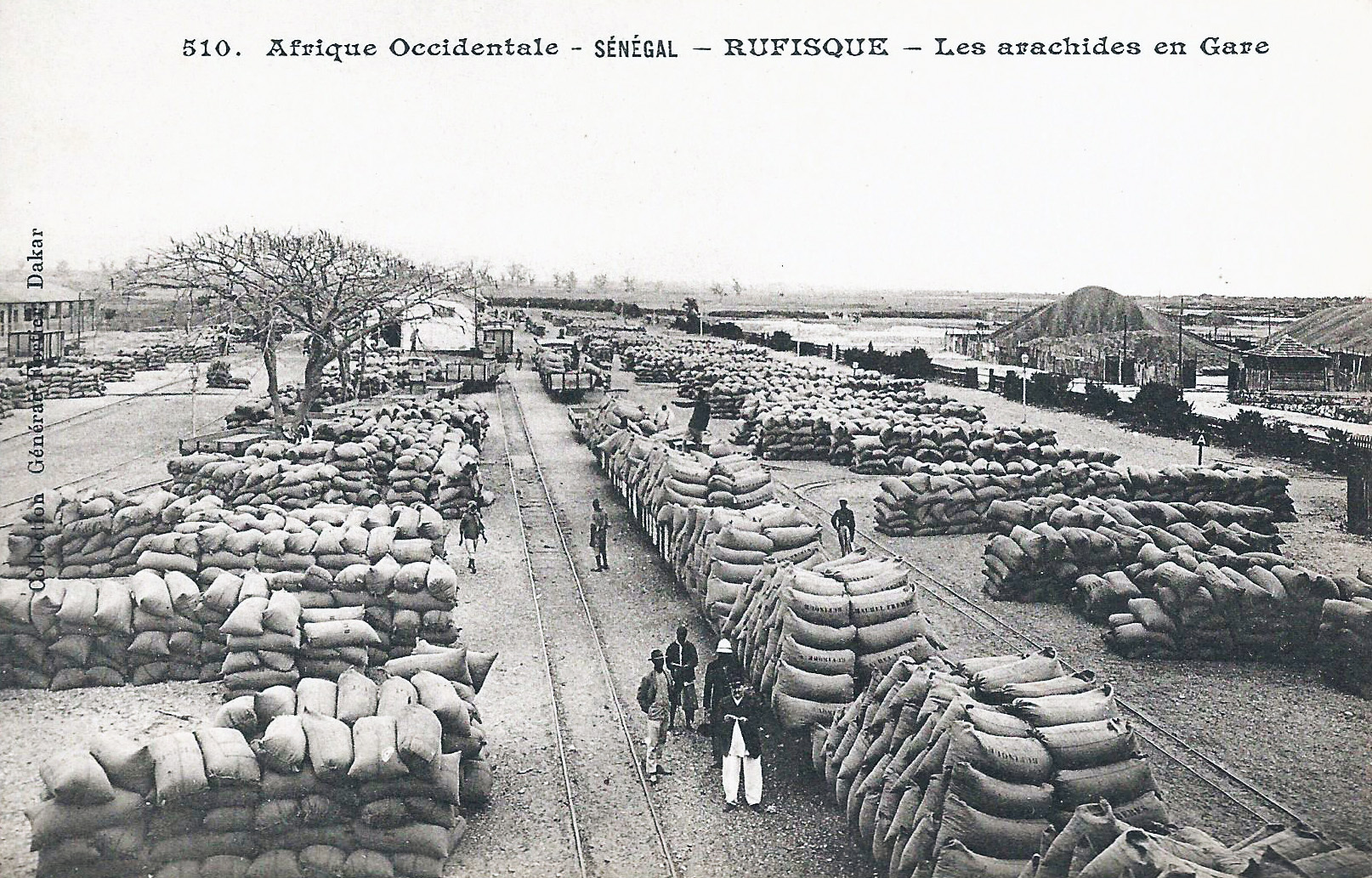
Rechts: 400-mm-Feldbahn im Bahnhof